# Districtul Don Phut
Don Phut (în thailandeză ดอนพุด) este un district (Amphoe) din provincia Saraburi, Thailanda, cu o populație de 6.957 de locuitori și o suprafață de 58,714 km².

## Componență
Districtul este subdivizat în 4 subdistricte (tambon), care sunt subdivizate în 28 de sate (muban).
| Nr. | Nume         | În thailandeză | Sate | Pop.  |
| --- | ------------ | -------------- | ---- | ----- |
| 1.  | Don Phut     | ดอนพุด          | 5    | 1,615 |
| 2.  | Phai Lio     | ไผ่หลิ่ว          | 7    | 1,352 |
| 3.  | Ban Luang    | บ้านหลวง        | 7    | 1,701 |
| 4.  | Dong Ta Ngao | ดงตะงาว        | 9    | 2,034 |